# Crimson (wrestler)
Anthony Gregory Mayweather (Cleveland, 21 febbraio 1985) è un wrestler statunitense.

È stato sotto contratto con la Total Nonstop Action Wrestling dove nel 2011 ha vinto il TNA World Tag Team Championship in coppia con Matt Morgan. Ha anche combattuto nella Ohio Valley Wrestling ed inoltre ha lottato nelle federazioni del circuito indipendente Absolute Intense Wrestling, NWA Main Event e Showtime All-Star Wrestling .

## Biografia
Mayweather è nato a Cleveland, allevato dalla madre dopo che il padre ha lasciato la casa quando era ancora un bambino ed ha frequentato la North Ridgeville High School, dove ha giocato a football e basketball ma non è stato in grado di continuare a perseguire una carriera da giocatore in mancanza di una borsa di studio.
Finita la scuola si è arruolato nell'esercito degli Stati Uniti dove ha prestato servizio per cinque anni come membro della 101st Airborne Division e partecipando alla guerra in Iraq.

## Carriera nel wrestling
Alla fine del suo secondo tour in Iraq decise di intraprendere una carriera da wrestler iscrivendosi nella NWA Main Event wrestling school nel Claskerville e dove venne allenato da Jeff Daniels. In seguito lotto in diverse federazioni minori e fece il suo vero debutto nel 2007 intraprendendo una faida contro il suo allenatore.

### Total Nonstop Action Wrestling

#### Striscia di vittorie (2010–2012)

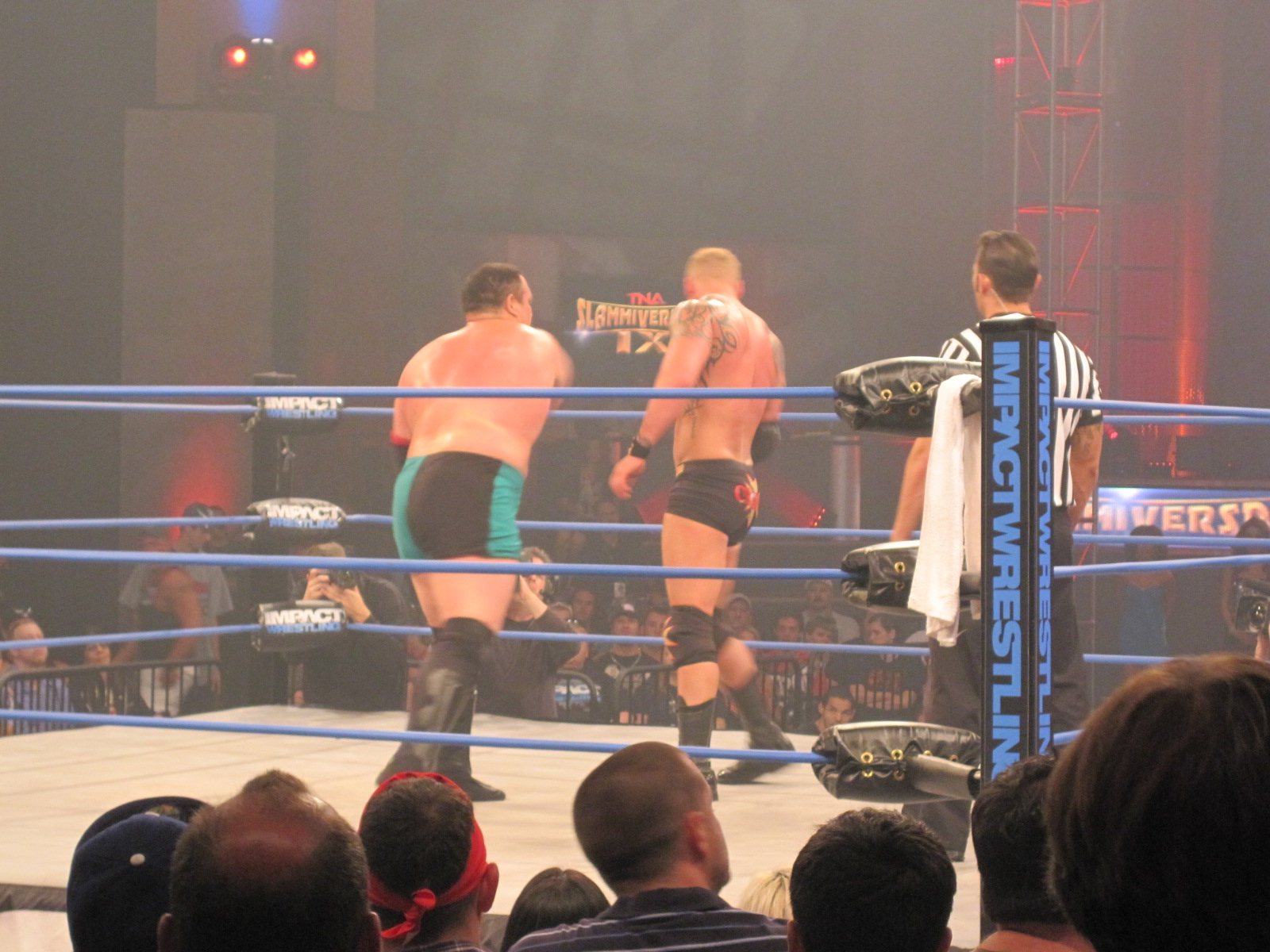
Crimson contro Samoa Joe al Slammiversary IX.

L'8 settembre 2010 lotta un tryout match per la Total Nonstop Action Wrestling, perdendo contro Jay Lethal e lotta ancora contro Stevie Richards perdendo nuovamente. Dopo aver partecipato ad un Camp di allenamento ed aver sconfitto Neico, il 10 dicembre firma un contratto con la federazione di Orlando e fa il suo debutto il 30 dicembre a Impact presentandosi come il fratello di Amazing Red e con il ring name di Little Red. La settimana precedente, Red era stato sconfitto da Jeff Jarrett in un match di arti marziali miste dal valore di 100.000 dollari e Jarrett, dopo aver saputo che Amazing Red aveva un fratello decide di sfidarlo. 

Quindi, Mayweather fa il suo debutto dominando nel match contro Jarrett e prima che gli assistiti di Jarrett (Gunner e Murphy) lo intervengano per portandolo via dal ring. Il 13 gennaio, si presenta come Crimson, attaccando Abyss nel backstage ed infortunandolo. Il 27 gennaio, spiega il motivo per cui ha abbandonato Amazing Red e viene inserito in un 7 on 2 Handicap match insieme a Kurt Angle e contro i membri dell'Immortal e della Fortune, ovvero Jeff Jarrett, Robert Roode, James Storm, Kazarian, Gunner e Murphy. Il match viene vinto da questi ultimi, con Jarrett che schiena Angle. Dopo il match, Crimson e Angle vengono salvati dal rientrante Scott Steiner.
Il 24 febbraio, a Impact, Crimson fa il suo debutto in singolo, sconfiggendo Magnus ed il 14 aprile, ritorna Abyss, infortunato da Crimson qualche tempo prima, interferendo nel match fra lui e Samoa Joe ed eseguendogli una Chokeslam. A Lockdown debutta in PPV combattendo insieme a Scott Steiner nel fatal four-way match valido per lo status di primi sfidanti ai titoli di coppia e vinto da Jesse Neal e Shannon Moore. 

A Sacrifice sconfigge Abyss mantenendo intatta la sua striscia vincente in singolo e vincendo la faida, per poi iniziare una rivalità contro Samoa Joe per via si un confronto con la sua Undefeated Streak, durata dal 2005 al 2006. 

A Slammiversary IX i due si affrontano con Crimson che sconfigge Joe ed in seguito entra nella Bound for Glory Series per decretare il primo sfidante al titolo dei pesi massimi e sconfiggendo D'Angelo Dinero, Bobby Roode e Bully Ray e guadagnando posizioni nel torneo. Sconfigge Rob Van Dam per squalifica, che era in seconda posizione e dopo aver vinto un fatal 4-Way fra Bully Ray, lui, Gunner e Scott Steiner, viene attaccato dal campione Kurt Angle. Crimson si infortuna ed è costretto ad abbandonare una Bound for Glory Series che lo vedeva nettamente favorito.

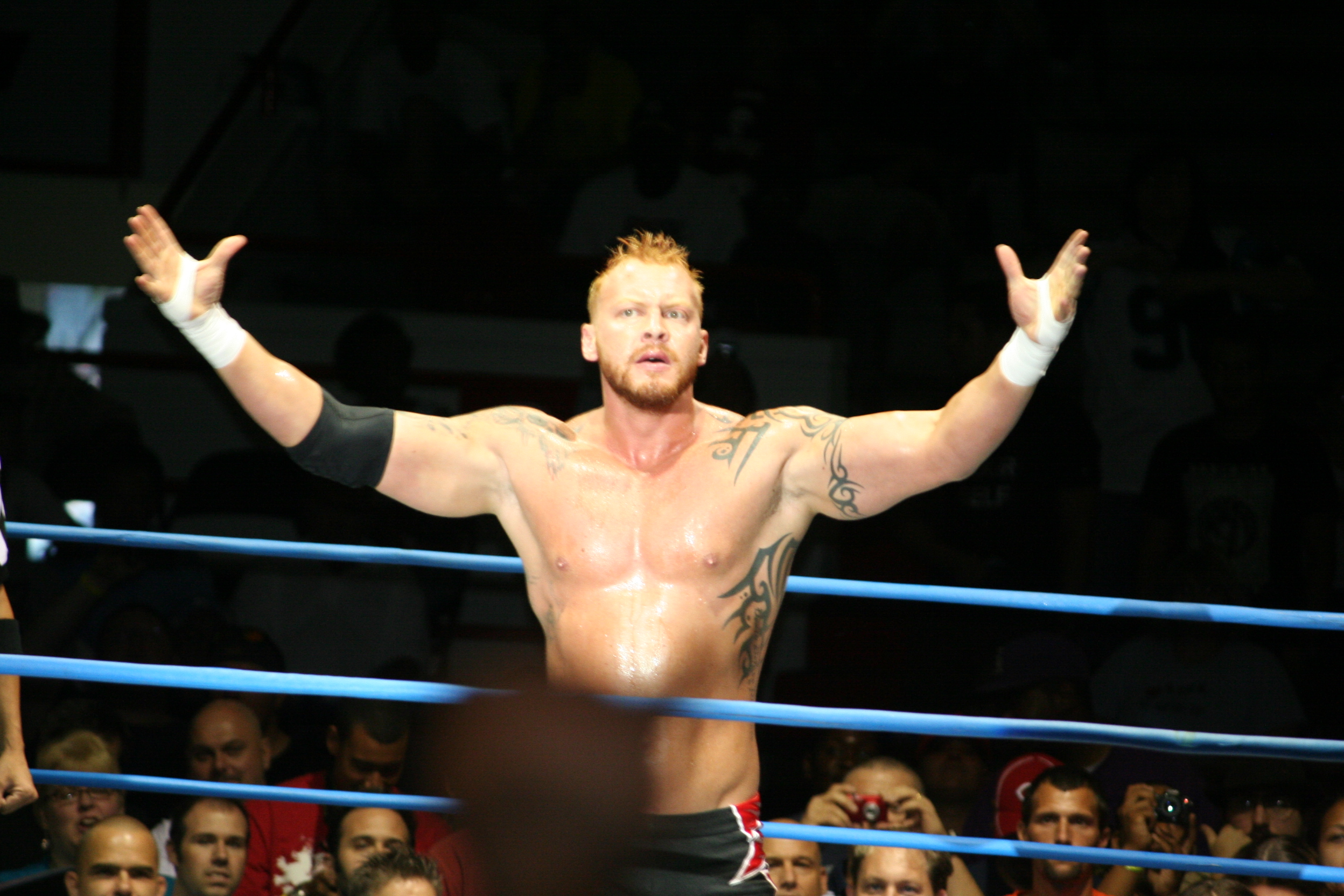
Crimson ad un House Show nel 2011.

Crimson ritorna il 15 settembre rilasciando un'intervista via satellite dove annuncia il suo ritorno previsto per il 28 settembre con una sfida a Samoa Joe. Durante il match, il samoano prova ad infortunare nuovamente Crimson ma interviene in suo aiuto Matt Morgan. Sconfigge poi Joe nella puntata seguente e alle Bound for Glory, sconfiggendo Morgan e Joe in un Triple threat match. 

A Turning Point lotta contro Morgan in un match finito in doppia squalifica e la settimana seguente, a sorpresa, Crimson e Morgan fanno coppia sconfiggendo Anarquia e Hernandez e vincendo i titoli di coppia TNA World Tag Team Championship. Il mese successivo difendono i titoli contro questi ultimi e contro D'Angelo Dinero e Devon a Final Risolution.
Al Genesis difendono anche contro Magnus e Samoa Joe. Perdono i titoli il 12 febbraio ad Against All Odds contro Magnus e Joe e dopo aver provato a rivincerli in un rematch, si guadagnano il diritto ad un altro match titolato sconfiggendo Robbie T e Robbie E. 

A Victory Road, durante il match valido per le cinture, Crimson tradisce Morgan facendogli perdere il match e a Lockdown i due si affrontano in uno steel cage match che viene vinto da Crimson che mantiene viva la sua Undefeated Streak. Il 10 maggio ha luogo il confronto finale fra i due ma Morgan viene attaccato da Bully Ray prima del match e Crimson vince per count-out e dopo aver sconfitto Eric Young a Sacrifice, la striscia di vittorie di Crimson finisce a Slammiversary 10 e dopo ben 470 giorni, quando James Storm lo sconfigge in un'Open Challenge lanciata dallo stesso Crimson.

#### Ohio Valley Wrestling (2012–2013)
Dopo essere ritornato il 5 luglio ed aver perso un match valido per il TNA Television Championship contro Devon, Crimson decide di tornare ad allenarsi e lo fa debuttando nella promotion di sviluppo della TNA, la Ohio Valley Wrestling il 15 agosto. Il 1º settembre, Crimson vince subito la Nightmare Rumble, diventando primo sfidante al titolo OVW. Due settimane dopo, batte senza troppi problemi Johnny Spade, conquistando l'OVW Heavyweight Championship per la prima volta. I due match di difesa, lo hanno visto lottare contro Rob Terry per due volte, mantenendo il titolo. Il 1º dicembre, tuttavia, Crimson viene sconfitto da Terry perdendo il suo titolo. Crimson forma poi una stable con Doug Williams, Jack Black, Jason Wayne, Joe Coleman, Raul LaMotta e Shiloh Jonze, e inizia a farsi chiamare "General" Crimson. Il 17 gennaio 2013, Crimson e Jason Wayne sconfiggono Alex Silva e Sam Shaw, vincendo gli OVW Southern Tag Team Championship. Dopo averli persi il 27 febbraio 2013 contro gli stessi ex campioni, il 3 aprile ritornano a detenere le cinture, dando inizio al loro secondo regno.

### Circuito indipendente (2014)
Il 16 maggio 2014, Crimson e Amazing Red sconfiggono The Young Bucks (Matt e Nick Jackson) per vincere il House of Glory Tag Team Championship.

### Ritorno in TNA/Impact Wrestling (2015-2017)
Ritorna in TNA nella puntata di TNA Xplosion del 15 febbraio 2015, venendo sconfitto da Samuel Shaw e da Hardcore Justice partecipa alla hardcore Battle royal match, ma viene eliminato dallo stesso Samuel Shaw. Nella puntata di Impact Wrestling del 10 giugno 2015 incappa in un'ulteriore sconfitta, perdendo contro Bram.

## Personaggio

### Mosse finali

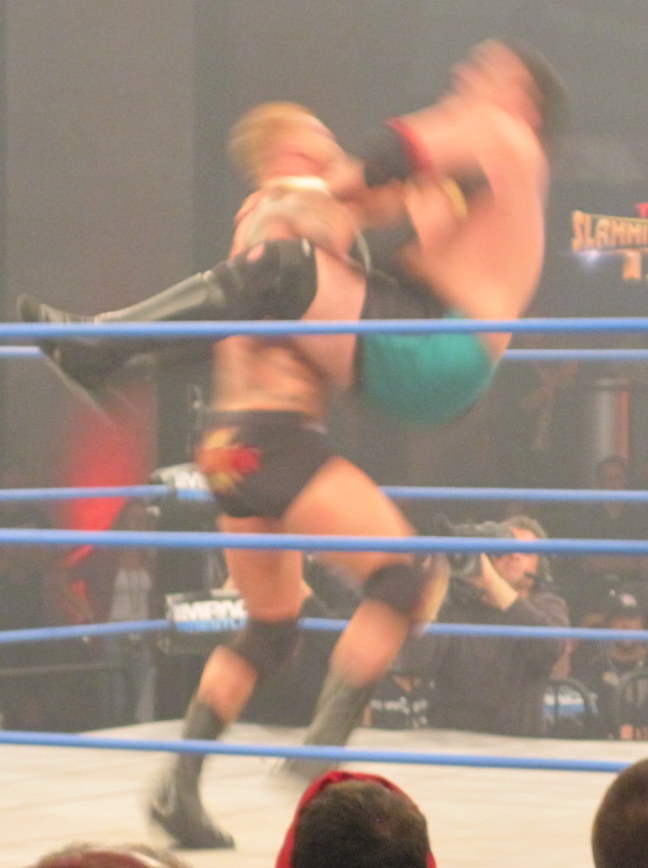
Crimson esegue la Red Sky su Samoa Joe.

- Red Alert (Scoop lift spun out into a reverse STO)
- Red Sky (Lifting sitout spinebuster)

### Soprannomi
- "No Mercy" Tommy Mercer
- "General" (OVW)

### Musiche d'ingresso
- "Not a Stranger to the Danger" di Dale Oliver (TNA)
- "The Way of the Ring" di Dale Oliver (TNA; Usata in team con Matt Morgan)

## Titoli e riconoscimenti
NWA Main Event
- NWA Mid-American Television Championship (1)

United States Wrestling Organization
- ATL Southern Championship (1)

Ohio Valley Wrestling
- OVW Heavyweight Championship (1)
- OVW Southern Tag Team Championship (2) - con Jason Wayne
- Nightmare Rumble (2012)

Pro Wrestling Illustrated
- 41º tra i 500 migliori wrestler singoli su PWI 500 (2012)

Total Nonstop Action Wrestling
- TNA World Tag Team Championship (1) - conMatt Morgan